# Принц Нагая
Принц Нагая (*Нагая-но-окімі, 684 — 20 березня 729) — середньовічний японський політичний діяч, дипломат, поет періоду Нара. Очолював «імператорську партію» в Дайдзьокані, намагався протистояти впливу клану Фудзівара, але невдало.

## Життєпис
Походив з правлячої династії Японії. Син принца Такеті і принцеси Мінабе. Був онуком імператора Темму. Народився 684 року. Здобув гарну освіту, знав китайську мову. Замолоду захопився буддистським вченням. Розпочав службу при імператорському дворі 704 року, коли отримав старший четвертий ранг. 709 року призначено міністром імператорського двору. 710 року призначено міністром церемоній. 716 року досяг старшого третього рангу.
Доєднався до імператорської партії в Дайдзьокані. У 718 році призначається старшим державним радником, чим посилив свої позиції в Вищий державній раді. Спільно з представниками родів Абе, Косе, Тайдзіхі і Отомо протистояв Фудзівара на чолі з Фудзівара но Фухіто. Після смерті останнього 720 року доволі швидко принц Нагая здобув перевагу в Дайдзьокані, став суттєво впливати на політику стриєчної сестри — імператриці Ґенсьо. Вже 721 року його призначено Правим міністром, а 724 року стає Лівим міністром зі старшим другим рангом. В результаті в дайдзьокані затвердилося домінування імператорської партії на чолі з принцом Нагаєю.
З ініціативи принца починають проводитися великі заходи, пов'язані з буддизмом. Так, з нагоди хвороби спадкоємця трону 727 року було наказано виготовити 177 статуй бодхісатви Каннон і переписати присвячену їй сутру «Каннон-кьо» в стількох же примірниках. Наказом 728 року в усі провінції були розіслані екземпляри «Сутри золотого блиску» для молінь про «спокій держави». До того ж встановлено заборону на вирощування мисливських соколів. При цьому буддистські монастирі, храми та ченці отримали максимальне сприяння державних установ. Також принц Нагая встановив гарні стосунки з корейською державою Сілла (урочисто у власному маєтку в Хейдзьо-кьо приймав посольство цієї держави), але не встиг розвинути результат.
Водночас принц Нагая вимушений був протистояти клану Фудзівара, особливо з огляду на те, що матір'ю і дружиною нового імператора Сьому (з 724 року) були представники роду Північні Фудзівара. 728 року помирає спадкоємець трону, внаслідок цього принц отримує певні права на трон. На початку 729 року сини Фудзівара но Фухіто — Мутімаро, Фусасакі, Маро, Умакаі — намовили чиновників Нурібе но Кімітарі й Накатомі но Адзумабіто звинуватити принца Нагая у застосуванні даоської чорної магії (садьо) з метою знищення імператора Сьому та його сина. В результаті останній, побоюючись Нагаята його синів як реальних претендентів на трон, наказав арештувати принца. Загони Фудзівара оточили будинок принца Нагая. Останній разом з дружиною принцесою Кібіта і 4 синами вимушений був здійснити сеппуку(живими залишилися тільки сини Асукабе, Кібумі, Ямасіро).
Внаслідок цього «імператорській партії» завдано суттєво удару, а Фудзівара значно збільшили свій вплив. «Імператорську партію» очолив принц Тонері. Реабілітація принца Нагая відбулася 737 року (після смерті братів Фудзівара), коли на чолі дайдзьокана став Татібана но Морое.

## Маєток
Мешкав у величній садибі в Хейдзьо-кьо (Східна частина міста Нара), де мав, окрім будівель і господарчих комор, значний ландшафтний парк, де мешкали журавлі, наче свійські птахи, а також великий ставок. У 1988 році під час археологічних розкопок тут знайдено 30 тис. висічених табличок (моккан). Також знайдено рештки кераміки типу Суе (блакитньо-сірої) та Хадзі (червоно-коричневої), триколірна китайська кераміка періоду династії Тан.

## Творчість
Складав вірші у стилі кансі. Більшість творів принца Нагая представлено в збірці «Кайфусо».